# Microcom Networking Protocol
Microcom Networking Protocol, obvykle zkracované na MNP, je rodina samoopravných protokolů často používaných prvními vysokorychlostními (s rychlostmi od 2400 bit/s) modemy. Protokoly MNP byly původně vyvinuty pro použití v modemech firmy Microcom, ale později byly licencovány a používány většinou výrobců modemů, především „velkou trojkou“, Telebit, USRobotics a Hayes. Protokoly MNP byly později nahrazeny protokolem v.42bis, který se rozšířil s prvními modemy podle doporučení V.32bis na začátku 90. let 20. století.